# Lluís Abaurrea Alfaro
Lluís Abaurrea Alfaro (Barcelona, 1932) Gimnasta i dirigent esportiu.
Destacat gimnasta internacional durant els anys cinquanta, va ser tres vegades subcampió d'Espanya (1954, 1955 i 1956), va guanyar la medalla de bronze als Jocs del Mediterrani de Barcelona el 1955, i una vegada retirat, va ser un destacat entrenador i professor de l'INEFC de Barcelona des de 1973 fins al 1995. Va ser seleccionador espanyol (de 1963 a 1968), Profesor de l'Escola Nacional de Gimnàstica de la Federació Espanyola (de 1972 a 1982), i president del Comitè Tècnic d'artística masculina de la Federació Catalana de Gimnàstica i director de l'Escola Catalana de Gimnàstica des que aquesta es va crear l'any 1983 i fins al 1986, quan la va deixar pels seus compromisos amb l'Escola Gimnàstica Sant Miquel, que havia fundat el 1963 i de la qual també era director. Va ser vicepresident de la Federació Catalana de Gimnàstica durant la presidència de Maria Rosa Guillamet, i la va substituir quan aquesta va dimitir el 1998. Es va mantenir en el càrrec fins a l'any 2000. Durant el seu mandat, va crear els Centres de Tecnificació de Granollers, Vilanova i la Geltrú i la Foixarda.